# Erik Cop
Erik Cop (ca. 1974) is een Belgische schansspringer.

## Levensloop
In mei 2012 verbeterde hij Belgisch record schansspringen van Tom Waes met een sprong van 23 meter. Enkele weken later werd het BR van deze Mortselse bouwvakker alweer verbeterd door Rembert Notten.